# Metronom

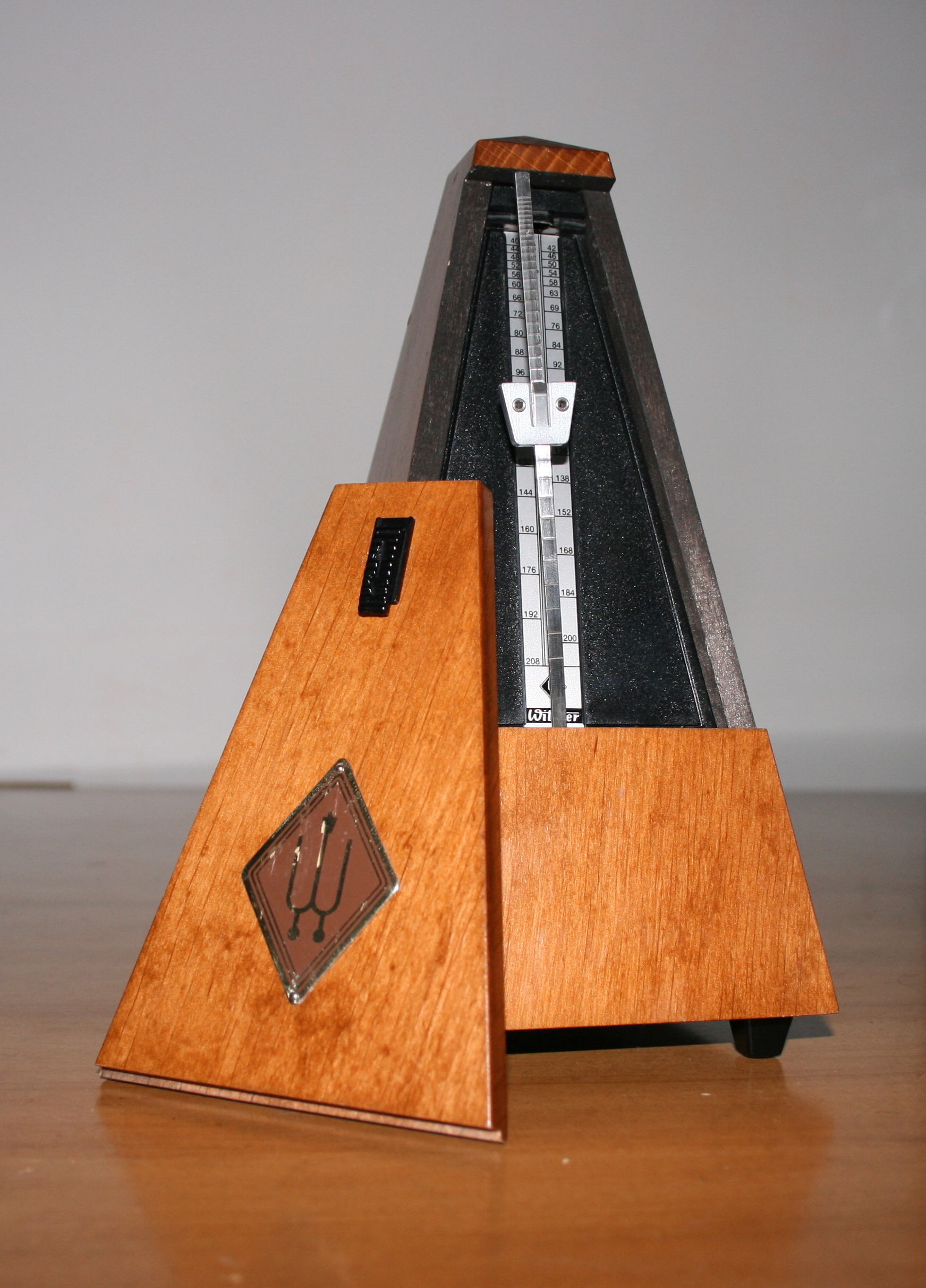
Mälzelův metronom

Metronom (neboli taktoměr nebo taktometr) je mechanický, elektromechanický nebo elektronický přístroj, který rovnoměrně odklepává rytmus hudební skladby (nejčastěji tak, že každý úder odpovídá jedné čtvrťové notě).
Tempo metronomu se nastavuje v úderech za minutu a označuje jako „M.M.“ (Mälzelův metronom), případně jen číslem a čtvrťovou notou, nebo v anglické literatuře jako BPM (beats per minute). Metronom bývá vybaven ještě zařízením, například zvonkem, který zdůrazní každý druhý, třetí, čtvrtý nebo šestý úder jako „těžkou dobu“, počátek každého taktu.

## Mechanický metronom

M. M. = 120 Zápis tempa skladby v notách

Původní mechanický metronom zkonstruoval na podnět L. van Beethovena v roce 1816 vídeňský mechanik Jan Nepomuk Mälzel. Je to jednoduchý hodinový stroj s pružinou a reverzním kyvadlem, jehož dobu kyvu lze v širokých mezích měnit posouváním závaží. Na stupnici metronomu lze nastavit tempo od 40 do 210 úderů za minutu. V novějších skladbách se tempo často udává i v číslech M.M., což je přesnější údaj než tradiční italské názvy.
Při 4/4 taktu zhruba odpovídá:
- Largo (zeširoka) M.M. = 40–60
- Larghetto M.M. = 60–66
- Adagio (zvolna) M.M. = 66–76
- Andante (krokem) M.M. = 76–108
- Moderato (mírně) M.M. = 106–120
- Allegro (vesele) M.M. = 120–168
- Presto (rychle) M.M. = 168–208.

Metronomické hodnoty s přidělenými výrazy (z jiného zdroje):
- 40 – grave (vážně, těžce)
- 44 – largo (široce)
- 50 – lento (rozvláčně, zdlouha)
- 54 – adagio (pomalu, zvolna)
- 60 – larghetto (poněkud široce)
- 63 – andante (volně, krokem)
- 69 – andantino (poněkud volně, trochu rychleji než andante)
- 76 – sostenuto (zadržovaně)
- 80 – commodo (pohodlně)
- 84 – maestoso (důstojně, velebně, majestátně)
- 88 – moderato (mírně)
- 106 – allegretto (poněkud veselé, méně rychle než allegro)
- 120 – animato, animando (oživeně)
- 132 – allegro (vesele, rychle)
- 144 – allegro assai (značně rychle)
- 152 – allegro vivace (rychle a živě)
- 160 – vivace, vivo (živě)
- 184 – presto (rychle, úprkem)
- 208 – prestissimo (co nejrychleji)

## Elektronický metronom

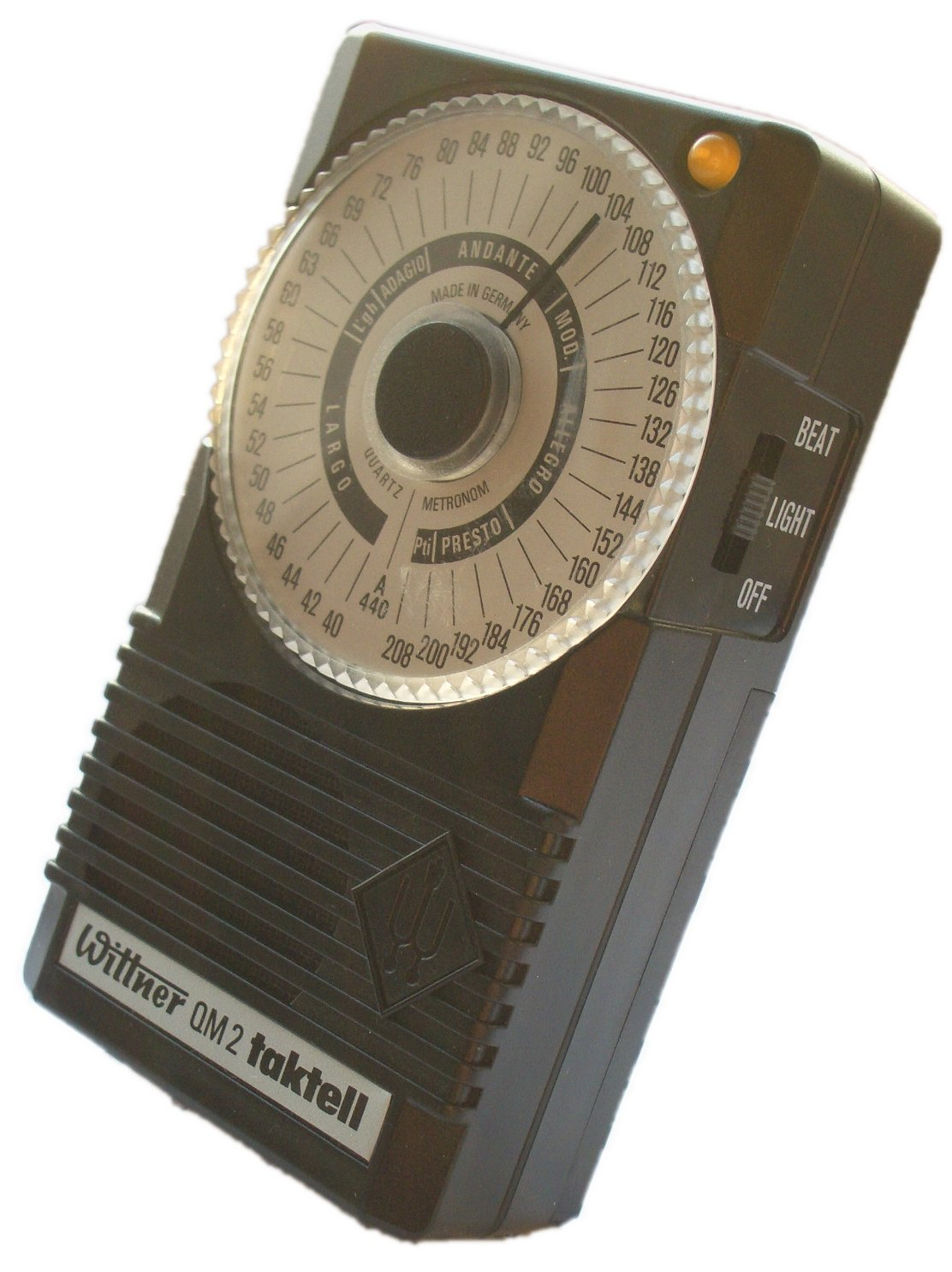
Příklad elektronického metronomu

Elektronické metronomy mohou mít, na rozdíl od mechanických, další doplňující funkce.